# Elasmomorpha melpomene
Elasmomorpha melpomene är en stekelart som beskrevs av Mikhail Vasilievich Kozlov 1975. Elasmomorpha melpomene ingår i släktet Elasmomorpha och familjen Stigmaphronidae. Inga underarter finns listade i Catalogue of Life.